# Zabidius novemaculeatus
Zabidius novemaculeatus, vrsta ribe porodice Ephippidae, red Perciformes ili grgečki, koja živi u Indopacifičkim oceanima od Indonezije do sjevderozapadnre Australije, a staništa su joj uz obalne rifove. Naraste do 45 centimetara a teži do 800 grama.
Jedini je predstavnik roda Zabidius. Prvi ju je opisao McCulloch (1916). Sinonimi: Platax novemaculeatus McCulloch, 1916; Zabidius noveamaculatus (McCulloch, 1916); Zabidus novemaculeatus (McCulloch, 1916).

## Vanjske poveznice
|  | Wikivrste imaju podatke o taksonu Zabidius novemaculeatus |